# Darulema (Ort, Lissadila)
Darulema ist ein osttimoresischer Ort im Suco Lissadila (Verwaltungsamt Loes, Gemeinde Liquiçá).
Das Straßendorf liegt im Süden der Aldeia Darulema, in einer Meereshöhe von 125 m. Es befindet sich am Ostufer des Bismaumate, der zum Flusssystem des Lóis gehört und reicht im Norden bis in die Aldeia Cai-Cassa hinein. Im Süden liegen die Nachbardörfer Lissadila und Wategan. Eine Straße führt nach Norden zum Dorf Cai-Cassa.